# Lucius Cornelius Cinna

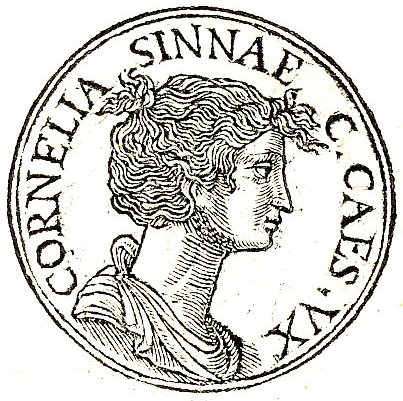
Cornelia Cinnae, dochter van Lucius Cornelius Cinna. Artistieke interpretatie in het Promptuarii Iconum Insigniorum

Lucius Cornelius Cinna (afgekort: L·CORNELIVS·L·F·L·N·CINNA) (ca. 130 v.Chr. - Ancona, 84 v.Chr. ) was een Romeins politicus, bekend als aanvoerder van de populares, die niet terugschrok voor geweld en tegenstander was van de optimates onder Lucius Cornelius Sulla.
Hij was rond 90 v.Chr. praetor en streed daarop ook mee in de Bondgenotenoorlog. Als aanhanger van Gaius Marius werd hij tot consul voor 87 v.Chr. gekozen en begon in dit ambt – na Sulla's vertrek voor de oorlog tegen Mithridates VI van Pontus – tegen de maatregelen, die Sulla na zijn eerste mars op Rome genomen had, op te treden. Hij werd verdreven, keerde nog in datzelfde jaar samen met Marius terug, veroverde Rome en ging nu tegen de aanhangers van Sulla te werk.
Tegen alle gewoonten van de Romeinse Republiek in liet Cinna zich nu jaar na jaar (86, 85 en 84 v.Chr.) herkiezen als consul. Hij vond hiervoor steun bij de equites en de Italische bondgenoten, die hij met het Romeins burgerrecht bedeelde. Lucius Valerius Flaccus zou Cinna's collega zijn in 85 v.Chr., maar werd vermoord door Gaius Flavius Fimbria. Hierop werd Gnaius Papirius Carbo Cinna's collega in de plaats van Flaccus.
In 84 v.Chr., tijdens zijn vierde consulaat, naderde de terugkeer van Sulla uit het oosten met rasse schreden en daarom rustte Cinna een leger van Italische bondgenoten tegen hem uit. Voordat hij echter kon oversteken naar Thessalië om slag te leveren tegen Sulla, werd hij bij een muiterij in de castra gedood.
Zijn praktische alleenheerschappij gedurende enkele jaren was een stadium in de geleidelijke ontbinding van de Romeinse republiek. De slechte en partijdige bronnen die ons resten, laten de persoonlijkheid en politieke ziel van Cinna nauwelijks nog kennen.
Cinna's dochter Cornelia Cinna was sinds ongeveer 85/84 v.Chr. de vrouw van Gaius Julius Caesar, die ondanks de druk van Sulla's aanhangers weigerde van haar te scheiden. Haar broer Lucius Cornelius Cinna was praetor in 44 v.Chr.